# Pterosporidium rhizophorae
Pterosporidium rhizophorae är en svampart som först beskrevs av Vizioli, och fick sitt nu gällande namn av W.H. Ho & K.D. Hyde 1996. Pterosporidium rhizophorae ingår i släktet Pterosporidium och familjen Phyllachoraceae.   Inga underarter finns listade i Catalogue of Life.